# دزدان دریایی کارائیب: مردگان حکایت نمی‌کنند
دزدان دریایی کاراییب: مرده ها قصه نمی گویند (انگلیسی: Pirates of the Caribbean: Dead Men Tell No Tales) که همچنین با عنوان دزدان دریایی کاراییب: انتقام سالازار نیز شناخته می‌شود فیلمی به کارگردانی اسپن سندبرگ و یواخیم رانینگ است که در ۲۶ مه سال ۲۰۱۷ منتشر شد. این فیلم پنجمین قسمت از مجموعه فیلم‌های دزدان دریایی کارائیب است. مردان مرده قصه نمی‌گویند دهمین فیلم پرفروش سال ۲۰۱۷ می‌باشد.

## بازیگران
- جانی دپ در نقش جک اسپارو
- خاویر باردم در نقش کاپیتان سالازار
- جفری راش در نقش هکتور باربوسا
- برنتون توایتز در نقش هنری ترنر
- کایا اسکودلاریو در نقش کارینا باربوسا (کارینا اسمیت)
- کوین مک‌نالی در نقش جاشمی گیبس
- استیون گراهام در نقش اسکروم
- مارتین کلبا در نقش مارتی
- آدام براون در نقش جیب
- دیوید ونهام در نقش جان اسکارفیلد
- اورلاندو بلوم در نقش ویل ترنر
- کیرا نایتلی در نقش الیزابت سوآن
- گلشیفته فراهانی در نقش حیفا مینی
- خوان کارلوس بئیدو

## خلاصه داستان
زار دشمن قدیمی جک اسپارو، به همراه خدمهٔ اشباحش توانسته از «مثلث شیطان» فرار کند و حالا دارد دزدان دریایی را به قتل می‌رساند و برای پیدا کردن جک اسپارو، باربوسا را به کشتی خود می‌آورد. جک اسپارو هم برای غلبه بر سالازار دنبال نیزه اسطوره‌ای خدای دریاست (عصای پوزئیدون) تا کنترل دریا را بر دست گیرد و علیه سالازار از آن استفاده کند. در بخش پایانی فیلم می‌بینیم که به دلیل از بین رفتن عصای پوزئیدون همه طلسم‌های دریا شکسته شدند ویل ترنر از طلسم کشتی هلندی سرگردان رها شده و در حال استراحت است که ناگهان سایه دیوی جونز را بالای سر خود می‌بیند و فکر می‌کند که خواب می‌بیند ولی با اثر رد پای دیوی جونز متوجه می‌شویم که نه تنها خواب نمی‌بیند بلکه دیوی جونز به دلیل از بین رفتن عصای پوزئیدون و شکسته شدن طلسم‌های دریا زنده است و برگشته….